# Böcsület Farm Halloweeni Attrakció
A Böcsület Farm Halloweeni Attrakció (Tegridy Farms Halloween Special) a South Park című rajzfilmsorozat 302. része (a 23. évad 5. epizódja). Elsőként 2019. október 30-án sugározták az Amerika Egyesült Államokban a Comedy Centralon, míg hazánkban ugyancsak a Comedy Central mutatta be 2020. január 29-én.
Az epizód egy hagyományos halloweeni South Park-különkiadás, amelyben Randy próbálja megoldani a lánya "marihuána-problémáját". Eközben Butterst üldözőbe veszi egy elátkozott múmia.

## Cselekmény
Az epizód a "Böcsület Farm" főcím Halloween-változatával kezdődik, amelynek a zenéje a korábbinak a country stílusú feldolgozása, és amelyben minden sort Randy énekel (South Park helyett mindenütt Böcsület Farmot mondva), kivéve Kenny sorait, amelyek teljesen kimaradnak.
Randy, mint a Böcsület Farm tulajdonosa, izgatottan meséli a családjának, hogy Halloween alkalmából egy különleges kiadással, egy új "attrakcióval" jelentkeznek. A gond csak az, hogy a lányának, Shellynek "marihuána-problémája" van, ami igazából az, hogy utálja a marihuánát, mert büdös, és az emberek a szokásosnál is hülyébbek lesznek tőle. Hiába próbálja győzködni, Shelly nyíltan megmondja, hogy azt szeretné, ha újra betiltanák az országban a füvezést. Másnap el is viszi Randy a lányát a denveri természettudományi múzeumba, ahol ókori egyiptomi kiállítást rendeznek - csak azért, mert az egyik kiállítási tárgynál elmondják, hogy már az ókorban is használták a kenderkötelet. Shelly felháborodik, mert azt hitte, hogy apa-lánya napra jöttek és elviharzik.
Ezalatt Butters ugyanezen a kiállításon van és gyűjtögeti a pecséteket a kiskönyvébe. Amikor az utolsó kiállítási tárgyhoz ér, Tuk-Tan-ra múmiájához, éppen pecsételni akar, amikor egy múzeumi dolgozó meg akarja állítani, azt állítva, hogy a múmiát egy "ősi szerelmi átok" sújtja. Butters ennek ellenére is elhelyezi az utolsó pecsétet a könyvébe. Egyik éjszaka aztán meglátogatja őt a múmia, aki tombolni kezd a szobájában. Butters rájön, hogy a múmia csak egy ölelést akar, ezért megadja azt neki. Tuk-Tan-ra ad neki ajándékba egy FitBit-karkötőt, amire Butters közli, hogy neki már van egy, és ezt oda fogja adni egy barátjának; erre a múmia őrjöngeni kezd és elviharzik. Miután tombolása öt ember halálával jár együtt és rengeteg kárral, másnap a rendőrség keresi fel Butterst, hogy kikérdezzék, mi történt köztük. Butters furának tartja, hogy a múmia beszélt a rendőrséggel, akik ráadásul Butterst úgy kezelik, mintha bántalmazó lett volna. Mikor közli velük, hogy szerinte el lett átkozva, a rendőrök azt válaszolják, hogy a múmia ugyanezt mondta, csak fordítva, emellett közlik vele, hogy az ügyből tárgyalás lesz, és addig tartózkodjon a kapcsolatfelvételtől.
Miután Tuk-Tan-ra ámokfutást rendez az iskolában, Butters elmegy Mr. Mackeyhez, hogy tanácsot kérjen tőle. De mint kiderül, a múmia már előbb beszélt a "pszichomókussal", és szimpátiát keltett maga iránt. Butters, akinek nagyon elege lesz az egészből, beszél a barátainak is a dologról, és megmutatja nekik, hogy milyen üzeneteket küldözget neki Tuk-Tan-ra, miután tör-zúz. De a fiúk is inkább őt hibáztatják a helyzet miatt, és azt mondják, hogy hagyja őt ott, ha ennyire nem bírja.
Shelly "varázsfőzetet" készít otthon különféle vegyszerekből, amit ráönt a Halloweeni Attrakcióra, látszólag tönkretéve azt. Nem sokkal később Törcsi és Randy azt tapasztalják, hogy a vegyszer hatására a marihuána durván elburjánzott. Az esti bulira bekészítik a füvet, azonban a bulival egy időben kellene Shellyt elvinnie egy könyvvásárra, amit megtagad. Shelly bosszúból összetöri az elkészített üvegcséket, válaszul Randy a rendőrségre megy vele, ahol könnyek közt panaszkodik arról, hogy nem tudja kezelni a "marihuána-problémáját". Megkéri a rendőröket, hogy tartsák a lányát a fogdában az éjszakára, miközben előadja, hogy milyen nehéz lesz neki ezek után otthon bulizni. Egy cellába kerül Shelly Buttersszel, akit azért hoztak be, mert egy "passzív-agresszív, mindenkit megőrjítő irányításmániás pszichopata manipulátor".
Az esti buli váratlan fordulatot vesz: először Törcsi azt veszi észre, hogy a marihuána annyira elburjánzott, hogy az egész pajtát benőtte, majd Randynek tűnik fel, hogy a Halloweeni Attrakciót elszívó vendégeik rosszul lesznek és zombivá változnak. Ezután Randyre rátámad a zombi Micimackó is, ami miatt felhívja a rendőrséget, és kétségbeesetten közli, hogy szörnyek támadtak rájuk, és még Harvey Weinstein is itt van, aki éppen análisan megerőszakolja őt. Mivel úgy vélik, hogy a múmiának is lehet ehhez köze, magukkal viszik a gyerekeket is. A rendőrök épp szét akarják lőni az egész farmot, mert megjelennek a zombi tehenek is, akiket Törcsivel együtt mészároltak le még korábban. Shellynek azonban támad egy megoldása: egy újabb "varázsfőzetet" készít, amit ráönt az apjára és Törcsire, miután egyértelművé válik, hogy az egészet csak hallucinálták.
Végül Harrison Yates őrmester még jól leszidja Butterst, amiért szerinte olyan nagyon biztos volt benne, hogy mindenről a múmia tehet, és rábírja őt arra, hogy kérjen bocsánatot Tuk-Tan-rától. A múmia azonban csak sóhajt egyet és örökre távozik, egy hieroglifákkal írt üzenet átadása után, amelyben az szerepel, hogy "remélem, kapsz segítséget, én nem tudlak helyrehozni". Randy három nappal később ébred egy kiadós alvás után, és amikor a családja közli vele, hogy csak neki tetszett az Attrakció, kábán annyit reagál, hogy úgyis ő volt a célközönség. Az epizód végén talál egy használt óvszert is, amely alapján úgy tűnik, hogy Harvey Weinstein azért mégis megerőszakolta őt.
A stáblista alatt szóló zene változatlan, viszont Randy énekelgeti alatta, hogy "Böcsület Farm".

## Kulturális utalások, kontextus
- Az epizódban látható cselekmény és hallható zenék az 1982-es "Creepshow - A rémmesék könyve"című film alapján inspirálódtak.
- Az iskolagyűlésen PC igazgató megemlíti, hogy meg ne lássa, hogy valaki idén Halloweenkor sombrerót visel, esetleg indiánnak öltözik, vagy Moanának. Ez egy utalás arra, hogy a Halloween közeledtével rengeteg amerikai egyetemen figyelmeztették a diákokat, hogy kulturális kisajátítás, ha ilyen és ehhez hasonló jelmezekbe öltöznek.
- Harvey Weinstein epizódban történő szerepeltetése utalás arra, hogy a producerrel szemben szexuális zaklatási vádak miatt akkoriban is több eljárás volt folyamatban.

## Forráshivatkozások
1. ↑  Episode 2305 “Tegridy Farms Halloween Special” Press Release (us nyelven). South Park United States. (Hozzáférés: 2024. június 20.)